# Sarchat Rasjidova
Sarchat Ibragimovna Rasjidova (ryska: Сарха́т Ибраги́мовна Раши́дова), född möjligen 1875, död den 16 januari 2007, var en rysk kvinna som ansåg sig vara världens äldsta person. 
Ryska handlingar säger att hon var född 1875, men detta är inte bekräftat. Om detta stämmer så skulle Rasjidova varit den äldsta personen någonsin då hon nästan blev 132 år gammal.